# Халиде Едип Адивар
Халиде Едип Адивар (тур. Halide Edib Adıvar; Истанбул, 11. јун 1883 – Истанбул, 9. јануар 1964) турска је књижевница и списатељица. Прва је значајна жена писац раног републиканског периода турске књижевности. Осим тога била је и велики борац за права жена. Привукла је пажњу радикалним приступом проблемима жена и тражењем новог идентитета жена у својим делима. Била је и први турски писац (уопште) који је написао један „политички“ роман, Yeni Turan (Нови Туран), а у коме је прокламовала идеје покрета пантуркизма, односно туранизма. Такође, била је и прва жена која је завршила Амерички колеџ за девојке и написала своју биографију на енглеском језику.

## Биографија
Халиде Едип Адивар рођена је у Истанбулу, 11.јуна 1883. у Османском царству. Одрасла је у имућној породици чији је дом био стециште културне и интектуалне елите тога доба. Пошто је њен отац био секретар на двору султана Абдулхамида, Халиде је своје образовање стекла захваљујући приватним професорима који су је упознали са европском и османском литературом, те религијом и филозофијом. Осим часова клавира похађала је и часове енглеског, француског и арапског језика, док је грчки језик научила од својих комшија Грка, али и у грчкој школи коју је кратко похађала. Поред тога похађала је и Амерички колеџ за девојке на коме је дипломирала 1901. године. Након завршеног колеџа, Халиде се удала за професора математике, Салих Зеки-бега, са којим је имала два сина. Убрзо је и сама почела да ради у области образовања. Била је ангажована на реформи женских школа у Цариграду. Радила је као и професор књижевности на Универзитету у Истанбулу, где је предавала Западну књижевност.
Након удаје за др Аднана Адивара, Халиде се окреће турском националистичком покрету у коме је била врло активан учесник. Због супротстављања Ататурку била је прогнана, те је све до 1939. године живела у Француској и Енглеској. Била је један од оснивача новинске агенције Анадолија, заједно са новинаром Јунусом Надијом.
Умрла је 9. јануара 1964. године у Истанбулу, где је и сахрањена.

## Стваралаштво
На почетку своје књижевне каријере Халиде пише приповетке, да би се касније посветила најсложенијој приповедној врсти, роману. Халиде је објавила десетак романа од којих већина говори о борби жена за бољи положај у друштву. У својим првим романима она залази у дубину женске природе и приказује велики оптимизам и борбу за промену којој је тадашње друштво требало да тежи. Она је у својим романима детаљно обрађивла теме у којој су главни протагонисти жене лошег социјалног статуса и приказује њихову борбу за боље дане. Халиде је била присталица туранизма, културног и политичког покрета, који би свим народима на тлу Турске дао подједнака права. Халиде је учествовала у разним покретима ослобођења, оснивала је разне школе и скупљала је новац за сиријске болнице,а за свој боравак на фронту била је одликована чином десетара. Међутим, након неоставарених снова у Турској, она одлази прво у Европу, а затим у Индију и Америку. Поред дела која је писала на турском, касније је облављивала и на енглеском језику, које су, такође, стекле велику популартност. Својим животним радом представљала је прототип ренесансног човека, и касније се бавила и компаративном књижевношћу, поредећи турску и европску књижевност.
Халиде Едип Адивар објавила је двадесетак романа, од којих већина говори оборби жена за бољи положај у друштву. У својим романима она веома успешно осликава различите карактере својих јунакиња, док су тематски њени романи доста различити и друштвено ангажовани. Роман који је написала 1936. године, Sinekli Bakkal, преведен је на неколико језика, између осталих и на српски, под насловом Рабија. У њему Халиде приказује живот турског друштва, виђен из угла главне јунакиње Рабије, дочаравајући контраст између његових мана и врлина на самом почетку 20. века. Неки од њених романа су екранизовани и превођени. Објавила је и две књиге мемоара, а њен живот послужио као инспирација и за књиге британске списатељице Франсес Казан.

### Романи
- Râik’in Annesi (Раикова мајка, 1909)
- Seviye (Ниво, 1910), Handan (1912)
- Son Eseri (Последње дело, 1912)
- Yeni Turan (Нови Туран, 1913)
- Ateşten Gömlek (Ватрена кошуља, 1923)
- Kalp Ağrısı (Бол у срцу, 1924)
- Vurun Kahpeye (Удари курву, 1926)
- Zeyno’nun Oğlu (Зејнов син, 1928)
- Sinekli Bakkal (Намирнице пуне мува, 1936); код нас је овај роман преведен под насловом Рабија, први пут 1959. у Југославији (Свјетлост, Сарајево), а затим и у Србији 2005. (Алнари)
- Yolpalas Cinayeti (The Murder of Yolpalas 1937)
- Tatarcık (Пешчана мушица, 1939)
- Sonsuz Panayır (Бескрајно вашариште, 1946)
- Döner Ayna (Ротирајуће огледало, 1954)
- Âkile Hanım Sokağı (Улица сестре Акиле, 1958)
- Sevda Sokağı Komedyası (Комедија љубавне улице, 1959)
- Çaresaz (Проналазач лекова, 1961)
- Hayat Parçaları (Фрагменти живота, 1963)
- Kerim Usta’nın Oğlu (Син мајстора Керима, 1974).

### Најважније кратке приче
- Harab Mâbedler (Храмови у рушевинама, 1910)
- Dağa Çıkan Kurt (The Wolf who Climbed the Mountain, 1922)
- İzmir’den Bursa’ya (Од Измира до Бурсе, 1922)
- Kubbede Kalan Hoş Sadâ (Пријатан звук остаје у куполи, 1974).

### Мемоари
- Мемоари Халиде Едиб (1926); верзија на турском језику Mor Salkımlı Ev објављена је 1963.
- Турска искушења (1928); верзија на турском језику Türk’ün Ateşle İmtihanı објављена је 1962.

### Драме
- Kenan Çobanları (Пастири из Кенана, 1918)
- Maske ve Ruh (Маска и дух, 1937).[4]